# باشكند (عباس الغربي)
باشکند (بالفارسية: باشکند) هي منطقة سكنية تقع في إيران في قسم عباس الغربي الريفي. يقدر عدد سكانها بـ 273 نسمة .